# 21694 Allisowilson
21694 Allisowilson è un asteroide della fascia principale. Scoperto nel 1999, presenta un'orbita caratterizzata da un semiasse maggiore pari a 2,5821201 UA e da un'eccentricità di 0,2618222, inclinata di 4,09021° rispetto all'eclittica.